# Arthur Buysse
Pour les autres membres de la famille, voir Famille Buysse.
Pour les articles homonymes, voir Buysse.
Arthur Honoré Buysse, né le 14 avril 1864 à Nevele et décédé le 28 septembre 1926 à Gand fut un homme politique flamand libéral. Il est le frère de l'écrivain Cyriel Buysse.
Buysse fut docteur en droit (RUG, 1887).
Il fut élu député de l'arrondissement de Gand pour les libéraux (1908-1921 et en suppléance de Albert Mechelynck 1924-1926).